# Getreidekasten (Unterapfeldorf)

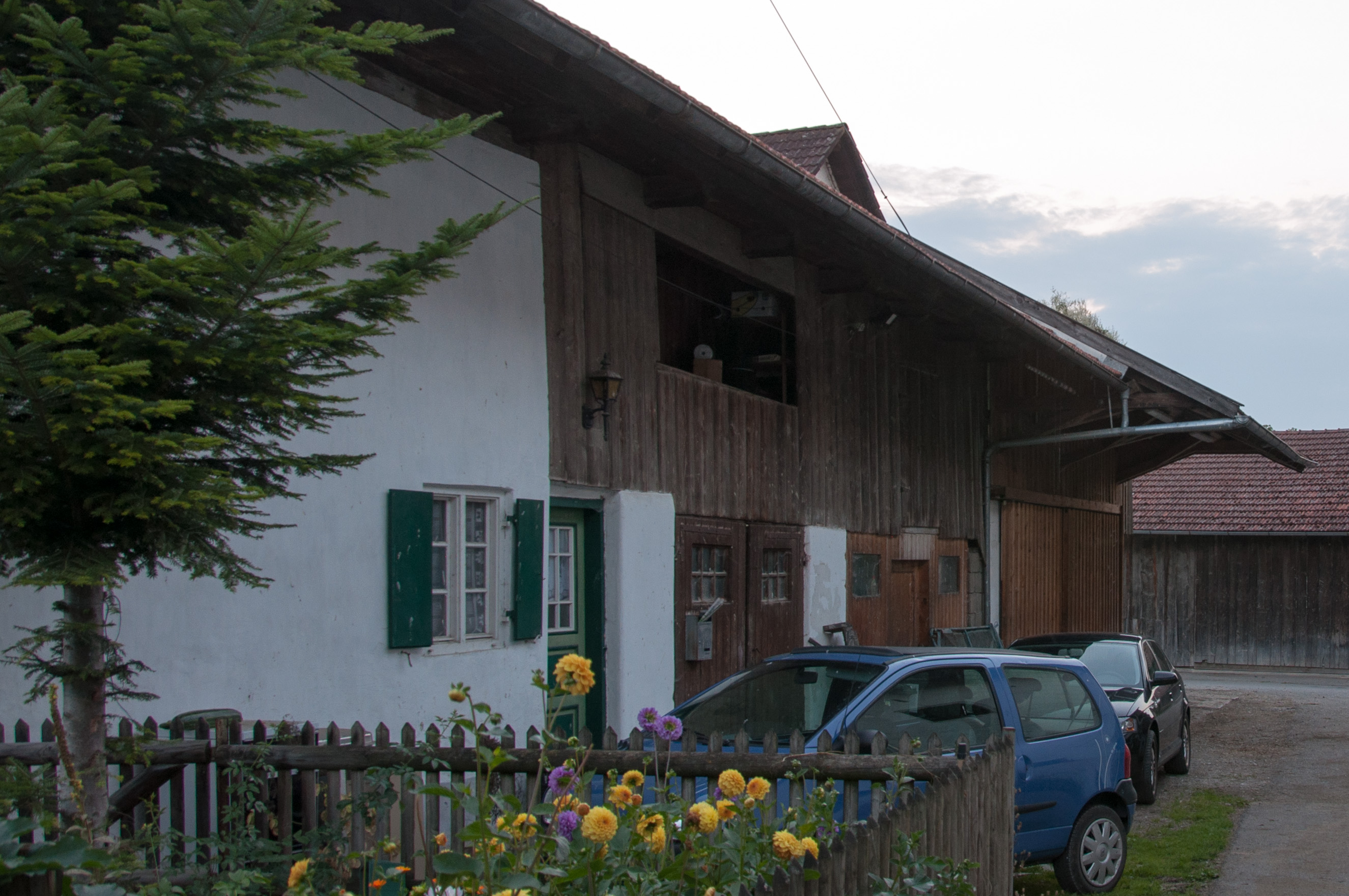
Getreidekasten in Unterapfeldorf

Der Getreidekasten in Unterapfeldorf, einem Gemeindeteil von Apfeldorf im oberbayerischen Landkreis Landsberg am Lech, wurde in der zweiten Hälfte des 17. Jahrhunderts errichtet. Der ehemalige Getreidespeicher an der Flößerstraße 14a ist ein geschütztes Baudenkmal.
Der Getreidekasten gehört zum Austragshaus eines der größten landwirtschaftlichen Anwesen im Ort. Er befindet sich im Obergeschoss des Austragshauses. Der Holzbau wurde inzwischen mit einem Fenster versehen und zu Wohnzwecken verändert.